# توبوليف تي يو 124
توبوليف تي يو 124 (بالإنجليزية: Tupolev Tu-124)‏ هي طائرة ركاب بسعة 56 راكب، قصيرة المدى، وثنائية المحركات. تعتبر أول طائرة في العالم تدفع بمحركات عنفية مروحية. بنيت في الاتحاد السوفياتي في 1960. ومن تصميم مكتب توبوليف. كانت تستخدم بشكل أساسي من قبل خطوط إيروفلوت الجوية. وكان أول طيران لها في 29 مارس 1960. ودخلت الخدمة في 2 أكتوبر 1962، انتهت خدمتها في 1980. صنع منها 164 طائرة.

## المستخدمون
- إيروفلوت
- الخطوط الجوية التشيكية